# Richard Ungewitter
Richard Ungewitter, född 18 december 1869 i Artern, Sachsen, död 17 december 1958 i Stuttgart, var en tysk författare och aktivist inom den tyska livsreformrörelsen.

## Biografi
Ungewitter utbildades till trädgårdsmästare och blev senare tjänsteman i ett trädgårdsföretag. Han bodde två år i Norge och startade efter återkomsten till Tyskland ett bageriföretag, som dock gick i konkurs. Han blev därefter försäljare.
Han kom vid ett tillfälle i kontakt med Heinrich Pudor och blev introducerad för freikörperkultur. Efter det kom han att vid sidan av Pudor bli en av förgrundsgestalterna inom den tyska nakenkulturen. 
År 1903 publicerade han ett häfte med titeln Wieder nacktgewordene Menschen (Människor blir åter nakna), som gick ut i nästan 100 000 exemplar och gjorde honom känd bland tyskspråkiga läsare. Hans första bok, Die Nacktheit in entwicklungsgeschichtlicher, gesundheitlicher, moralischer und künstlerischer Sicht (Nakenhet ur ett utvecklingshistoriskt, hälsomässigt, moraliskt och konstnärligt perspektiv) kom 1906 och trycktes i många upplagor. Det förekom försök att stoppa boken, med den fick också stöd av inflytelserika personer.
De följande åren utgav Ungewitter ett flertal böcker som förespråkade nakenkultur. Hans mest kända bok är Nackt (Naken), som utkom 1909. Motståndare ansåg böckerna stötande och det skapade långa rättsprocesser, som han slutligen vann år 1912. 
Som många i livsreformrörelsen menade Ungewitter att nakenhet var positivt för hälsan. Han ansåg till och med att bärandet av kläder kunde vara en orsak till tuberkulos, och att solstrålning hade en läkande och hälsobringande effekt. Han hade själv varit sjuk och svag och hade behövt medicinsk behandling, och blev frisk först då han behandlats enligt Louis Kuhnes metoder. Han slutade med alkohol och tobak och blev vegetarian, och började dessutom träna och arbeta naken.
År 1906 grundade han Vereinigung für hygienische, ethische und ästhetische Kultur (Sällskapet för hygienisk, etisk och estetisk kultur). Detta var den andra föreningen för nakenkultur i Tyskland (efter den förening som hade bildats i Essen 1898). Den hade omkring 50 medlemmar, främst i södra Tyskland.
År 1907 grundade han Loge des aufsteigenden Lebens, som år 1912 hade mer än 800 medlemmar och var den första föreningen för nakenkultur som täckte hela Tyskland.
År 1923 införde Ungewitter, som stod ”Völkische Bewegung” nära och var antisemit, tankar kring eugenik i logens stadgar. Många medlemmar opponerade sig, och många lämnade organisationen, som snabbt minskade i medlemsantal och förlorade betydelse. Han var också, i motsats till många inom livsreformrörelsen, anti-feminist, , och dessutom fientlig till rika människor, som han menade sökte status och bekvämlighet i stället för ett sunt och hälsosamt liv.
Efter det nazistiska maktövertagandet 1933 fick Ungewitter inte det stöd han hade förväntat från regimen. Tvärtom blev hans verksamhet förbjuden och nakenkultur blev åter tillåten först 1942.